# Nurmijärvi (sjö i Finland, Södra Karelen)
Nurmijärvi är en sjö i Finland. Den ligger i kommunen Rautjärvi i landskapet Södra Karelen, i den sydöstra delen av landet, 260 km nordost om huvudstaden Helsingfors. Nurmijärvi ligger 95 meter över havet. Den är 28,3 meter djup. Arean är 9,89 kvadratkilometer och strandlinjen är 45,18 kilometer lång. Sjön  ingår i Vuoksens huvudavrinningsområde.   I omgivningarna runt Nurmijärvi växer i huvudsak blandskog. Den sträcker sig 5,1 kilometer i nord-sydlig riktning, och 4,6 kilometer i öst-västlig riktning.
Följande öar finns i Nurmijärvi:
- Pennasaaret (en ö)
- Kummiinsaari (en ö)
- Pantionsaari (en ö)
- Korvosaari (en ö)
- Kuolio (en ö)
- Haapasaari (en ö)
- Matosaaret (en ö)

I övrigt finns följande vid Nurmijärvi:
- Herajärvi (en sjö)
- Torsa och Pieni-Torsa (en sjö)